# Liste der Museen im Kreis Olpe
Die Liste der Museen im Kreis Olpe umfasst Museen im Kreis Olpe, die unter anderem die Heimatgeschichte, den Bergbau und die industrielle Entwicklung zum Schwerpunkt haben.

## Liste
| Bezeichnung                                     | Gemeinde/Ortschaft         | Anmerkung | Bild |
| ----------------------------------------------- | -------------------------- | --- | --- |
| Schützenmuseum                                  | Attendorn                  | | Schützenmuseum |
| Südsauerlandmuseum                              | Attendorn                  | Zu den Themen zählen Stadtgeschichte, Geologie, Handwerk, Jagd und Zinnfiguren. | Südsauerlandmuseum |
| Feuerwehrmuseum Attendorn                       | Attendorn                  | Exponate rund um die Geschichte des Feuerlöschwesen. | Bild gesucht Die Wikipedia wünscht sich an dieser Stelle ein Bild vom Ort mit diesen Koordinaten 51.12427 7.89767 . Motiv: Feuerwehrmuseum Attendorn Falls du dabei helfen möchtest, erklärt die Anleitung , wie das geht. BW |
| Kunstsammlung der Jupp-Schöttler-Jugendherberge | Finnentrop-Bamenohl        | Bibliothek und eine kleine, aber qualitätvolle Sammlung von Gemälden und Zeichnungen einheimischer Künstler sowie Skulpturen und Plastiken der Bildhauerin Anneliese Schmidt-Schöttler. | Jupp-Schöttler-Jugendherberge |
| Knochenmühle Fretter                            | Finnentrop-Fretter         | Mühle in einem kleinen Fachwerkgebäude mit Wasserrad zur Herstellung von Knochenmehl, welches früher als Dünger verwendet wurde. | Knochenmühle |
| Heimatstube Schönholthausen                     | Finnentrop-Schönholthausen | Exponate rund um die Geschichte Land- und Forstwirtschaft der Region, das dörfliche Handwerk und Brauchtum, Schulstube und Arztpraxis, sowie Sonderausstellung zur Auswanderungswelle aus dem Kirchspiel Schönholthausen im 19. Jahrhundert.                                                                                        | Museum Heimatstube Schönholthausen |
| Stickereimuseum Oberhundem                      | Kirchhundem                | | Stickereimuseum Oberhundem |
| Gemeinde-Heimat-Museum Kirchhundem              | Kirchhundem-Silberg        | Leben der Menschen in einem sauerländischen Dorf und von der Geschichte des Bergbaus in Silberg. Schwerpunkt ist die Zeit vom Ende des 19. bis zur Mitte des 20. Jahrhunderts. Außerdem informiert die Ausstellung über die Naturschutzgebiete der Region. Fossilien und Mineralien illustrieren die erdgeschichtliche Entwicklung. | Gemeinde-Heimat-Museum |
| Bergbaumuseum Siciliaschacht                    | Lennestadt                 | | Bergbaumuseum Siciliaschacht |
| Museum der Stadt Lennestadt                     | Lennestadt                 | | Museum der Stadt Lennestadt |
| Wendener Hütte                                  | Wenden                     | | Wendener Hütte |